# Udo Wilken
Udo Wilken (* 11. November 1939) ist ein deutscher Erziehungswissenschaftler, Behindertenpädagoge und Theologe. Als wissenschaftliche Grundlage seiner Arbeit gilt die von ihm vertretene Theorie offensiver Rehabilitations- und Behindertenpädagogik.

## Leben
Udo Wilken war nach dem Studium der Theologie und Pädagogik sowie der Psychologie und Soziologie als Lehrer und Pastor in Göttingen tätig und wurde  zum Doktor der Philosophie (Dr. phil.) promoviert.
Im Jahr 1973 wurde er an die heutige Fakultät Soziale Arbeit und Gesundheit der Hochschule für angewandte Wissenschaft und Kunst in Hildesheim berufen und zum Professor für Sonderpädagogik und Rehabilitation behinderter Menschen ernannt.
Seine Forschungs- und Publikationsschwerpunkte auf der Grundlage einer Theorie offensiver Rehabilitations- und Behindertenpädagogik sind berufliche und soziale Rehabilitation, Tourismus, Freizeit und Behinderung, Rehabilitation in der 'Dritten Welt', Ökonomisierung des Sozialen, Geschichte der Behindertenpädagogik sowie Sozialethik, Elternberatung und Behinderten-Selbsthilfe. Er wurde 1999 mit dem Kronenkreuz des Diakonischen Werkes der Evangelischen Kirche in Deutschland ausgezeichnet.

## Ausgewählte Publikationen
- Hinführung zur Arbeits- und Wirtschaftswelt bei körper- und lernbehinderten Sonderschülern. Berlin 1972.
- Berufliche Integration von körperbehinderten Schülern mit Lernbehinderung. Phil.-Diss. Hannover 1978.
- Beruf – Freizeit und Behinderung. Der Stellenwert beruflich-sozialer Eingliederung im Rehabilitationsprozeß bei Körperbehinderten mit Lernbehinderung. Bonn 1980. (PDF auf dem Dokumentenserver pedocs des DIPF)
- Selbstbestimmt leben. Handlungsfelder und Chancen einer offensiven Behindertenpädagogik. Hildesheim 1992. 3. Auflage 1999. (pedocs, PDF)
- (Hrsg.): Soziale Arbeit zwischen Ethik und Ökonomie. Freiburg 2000. (pedocs, PDF)
- (Hrsg.): Tourismus und Behinderung. Ein sozial-didaktisches Kursbuch zum Reisen von Menschen mit Handicaps – Tourismus für Alle. Berlin 2002. (pedocs, PDF)
- mit B. Jeltsch-Schudel (Hrsg.): Eltern behinderter Kinder. Empowerment – Kooperation – Beratung. Stuttgart 2003.
- mit H. Stadler: Pädagogik bei Körperbehinderung. Studientexte zur Geschichte der Behindertenpädagogik. Band 4. UTB Beltz, Weinheim 2004. (pedocs, PDF)
- als Hrsg.: Freizeit – Ethik und Behinderung. Bedingungen und Möglichkeiten freizeitkultureller Teilhabe für Alle. In: Spektrum Freizeit – Forum für Wissenschaft, Politik & Praxis. Nr. 2, 2006, S. 7–28. (duepublico.uni-duisburg-essen.de, PDF)
- mit W. Thole (Hrsg.): Kulturen Sozialer Arbeit. Profession und Disziplin im gesellschaftlichen Wandel. Wiesbaden 2010.
- Slum-Tourismus und soziale Stadtführungen – Einblicke in soziale Brennpunkte und die „Soziale Frage“. In: Blätter der Wohlfahrtspflege – Deutsche Zeitschrift für Soziale Arbeit. Band 161. Nr. 5, 2014, S. 185–188. (nomos-elibrary.de)
- Herausforderungen bei der Gestaltung und Vermarktung eines barrierefreien Tourismus. Ein zukunftsoffenes Resümee nach 40 Jahren. In: Zeitschrift für Tourismuswissenschaft. Nr. 1, 2016, S. 145–156. (degruyter.com)
- Ausgleichsgymnastik am Arbeitsplatz der Werkstatt für behinderte Menschen. In: Werkstatt:Dialog. Nr. 2, 2016, S. 44–47.
- Die Bedeutung der Digitalisierung für behinderte Menschen. In: R. Freericks, D. Brinkmann (Hrsg.): Digitale Freizeit 4.0. IFKA, Bremen 2019, S. 101–116, doi:10.26092/elib/1292.
- Freizeitpädagogik und ihre Bedeutung für die Kultivierung der Lebensgestaltung. In: R. Freericks, D. Brinkmann (Hrsg.): Erlebnis – Gemeinschaft – Transformation. Institut für Freizeitwissenschaft und Kulturarbeit. Bremen 2021, S. 11–35. doi:10.26092/elib/546
- mit B. Jeltsch-Schudel (Hrsg.): Elternarbeit und Behinderung. Partizipation-Kooperation-Inklusion. 2., erweiterte und überarbeitete Auflage, Stuttgart 2023.
- mit R. Popp (Hrsg.): Freizeit-kulturelle Bildung im Lebenslauf – Gestaltung und Förderung von der Kindheit bis ins Alter. Stuttgart 2025.